# 하동야생차박물관
하동야생차박물관은 경상남도 하동군에 있는 공립 박물관이다.

## 연혁
- 2017년 3월 20일 개관.